# Луиза Каролина фон Хесен-Дармщат
Луиза Каролина Теодора Амалия фон Хесен-Дармщат (на немски: Luise Karoline Theodora Amalie von Hessen-Darmstadt; * 15 януари 1779 в Дармщат; † 18 април 1811 в Кьотен) е принцеса от Великото херцогство Хесен и при Рейн и чрез женитба принцеса на Анхалт-Кьотен.
Тя е дъщеря на велик херцог Лудвиг I фон Хесен-Дармщат (1753–1830), велик херцог на Хесен и при Рейн, и съпругата му Луиза фон Хесен-Дармщат (1761–1829), дъщеря на ландграф Георг Вилхелм фон Хесен-Дармщат.
Тя е сестра на велик херцог Лудвиг II фон Хесен-Дармщат (1777–1848).

## Фамилия
Луиза Каролина се омъжва на 20 септември 1800 г. в Дармщат за принц Лудвиг фон Анхалт-Кьотен (1778–1802). Лудвиг умира ненадейно през 1802 г. Двамата имат децата:
- Фридрих Вилхелм Август (* 7 юли 1801; † 29 октомври 1801)
- Лудвиг Август Карл Фридрих Емил (* 20 септември 1802; † 18 декември 1818), херцог на Анхалт-Кьотен (1812–1818), бездетен